# 이스타디우 올림피쿠 니우통 산투스
니우통 산투스 올림픽 스타디움(포르투갈어: Estádio Olímpico Estádio Nilton Santos)은 2007년 팬아메리칸 게임의 육상 및 축구 경기를 치르기 위해서 건설된 경기장이다. 이후 2016년 하계 올림픽의 육상 경기와 축구 일부 경기가 펼쳐진 경기장으로 활용되었다. 개폐회식과 축구 결승전 등이 펼쳐진 마라카낭 경기장과 함께 2016년 하계 올림픽 주경기장이다.
경기장 이름은 브라질의 IOC 위원이자 FIFA 회장이었던 주앙 아벨란제를 기념하기 위해 그의 이름을 붙여 주앙 아벨란제 올림픽 스타디움으로 불렸다. 그러나 2017년 2월 브라질 축구 국가대표팀과 보타포구 FR의 전설적인 축구 선수 니우통 산투스를 기리기 위해 니우통 산투스 올림픽 스타디움으로 개명되었다.
또한, 브라질 세리이 A의 축구 구단인 보타포구 FR의 홈구장으로 사용된다.

## 갤러리

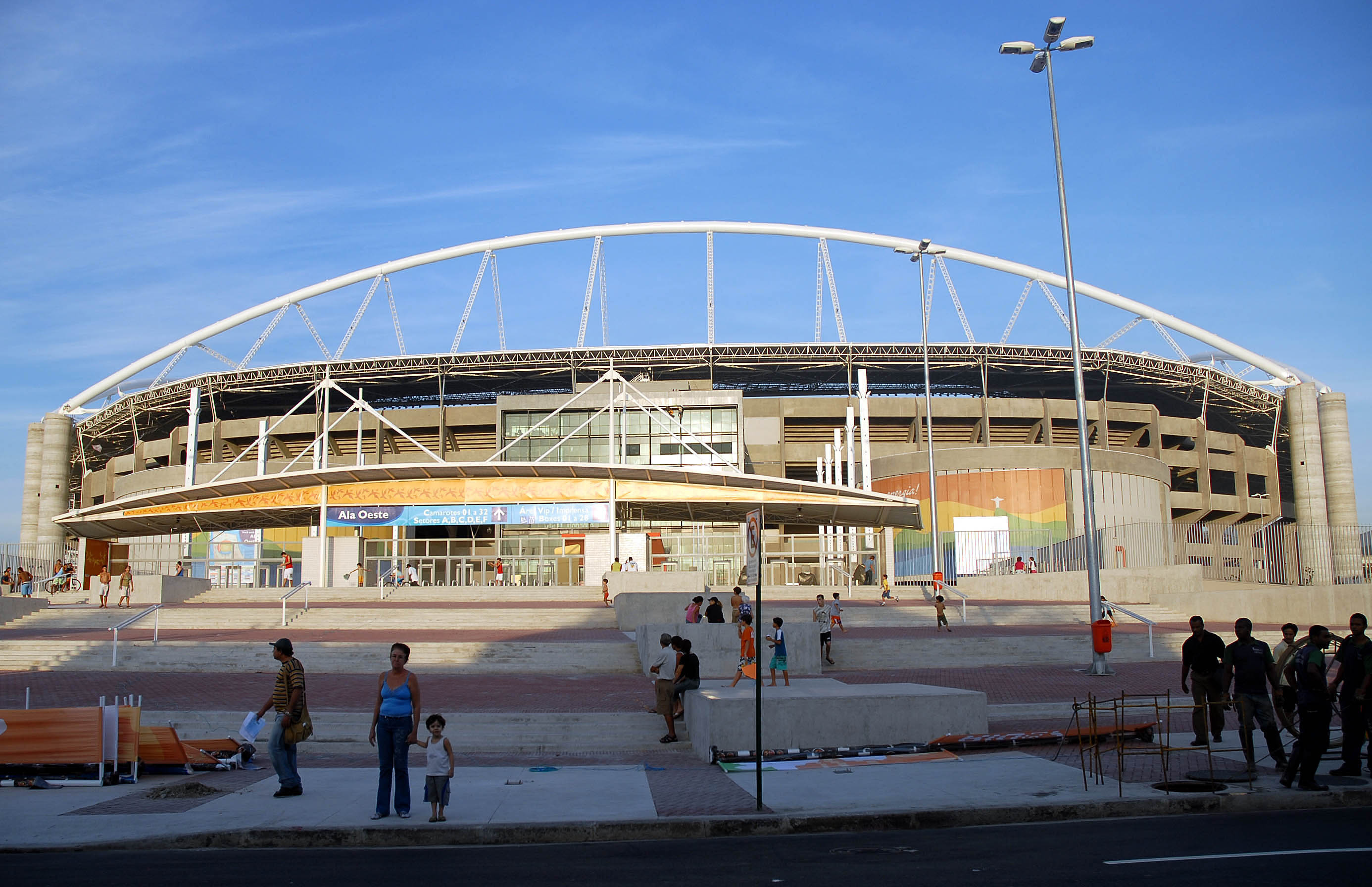
Exterior shot of the stadium during the 2007 Pan American Games, looking from the east, July 2007
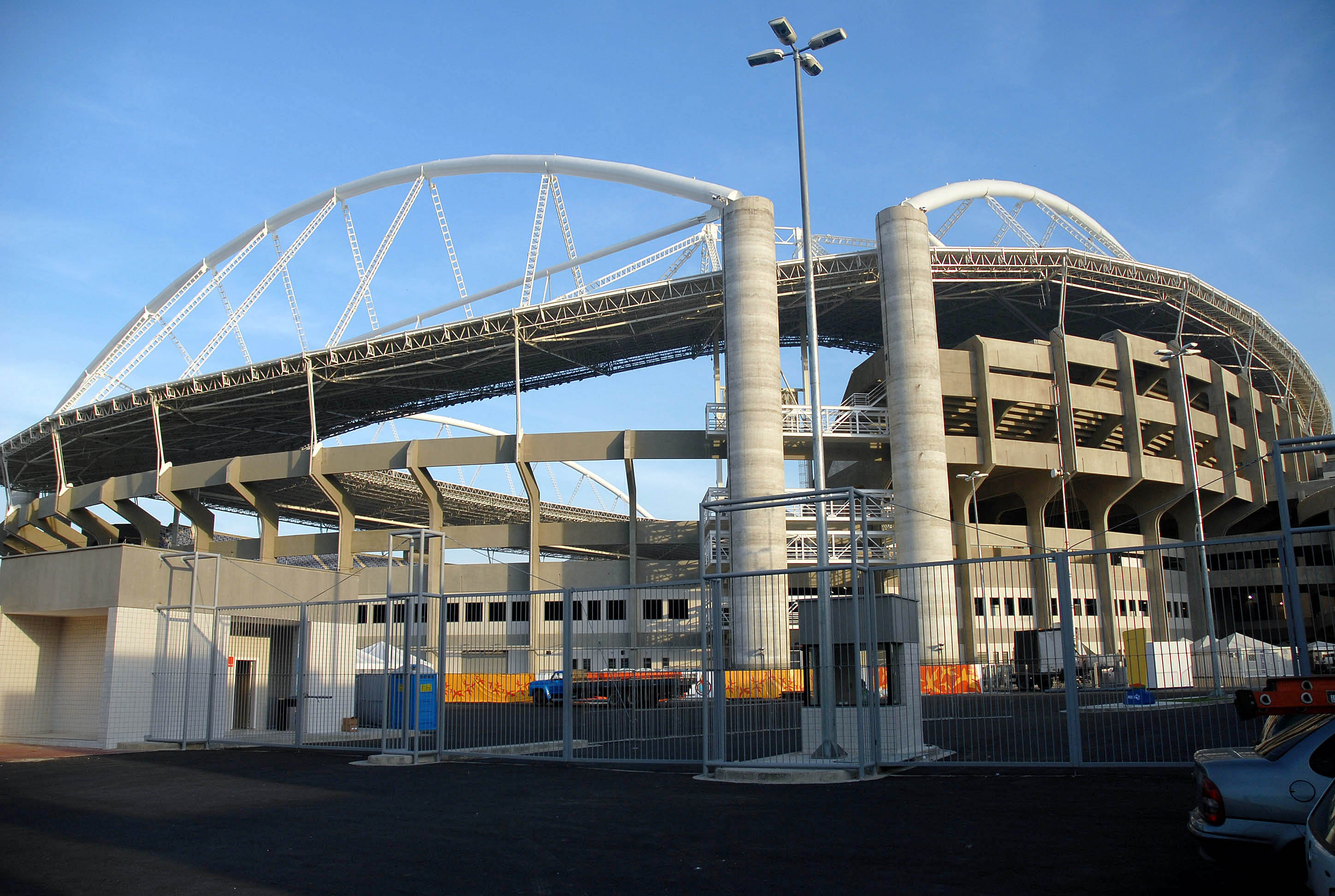
Exterior shot of the stadium looking form the north west, November 2007
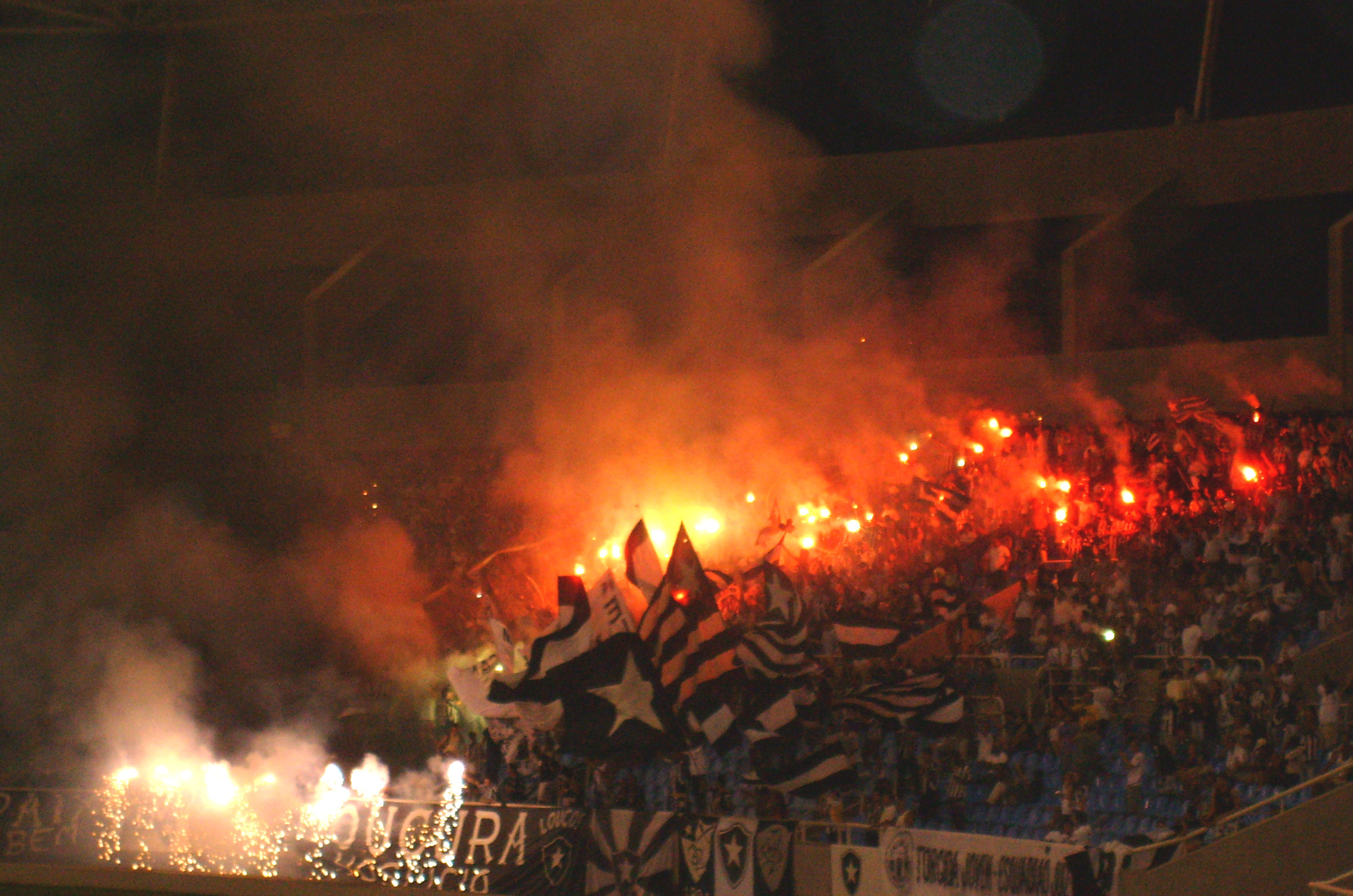
Botafogo fans setting off flares during a Série A game at the stadium, May 2008.
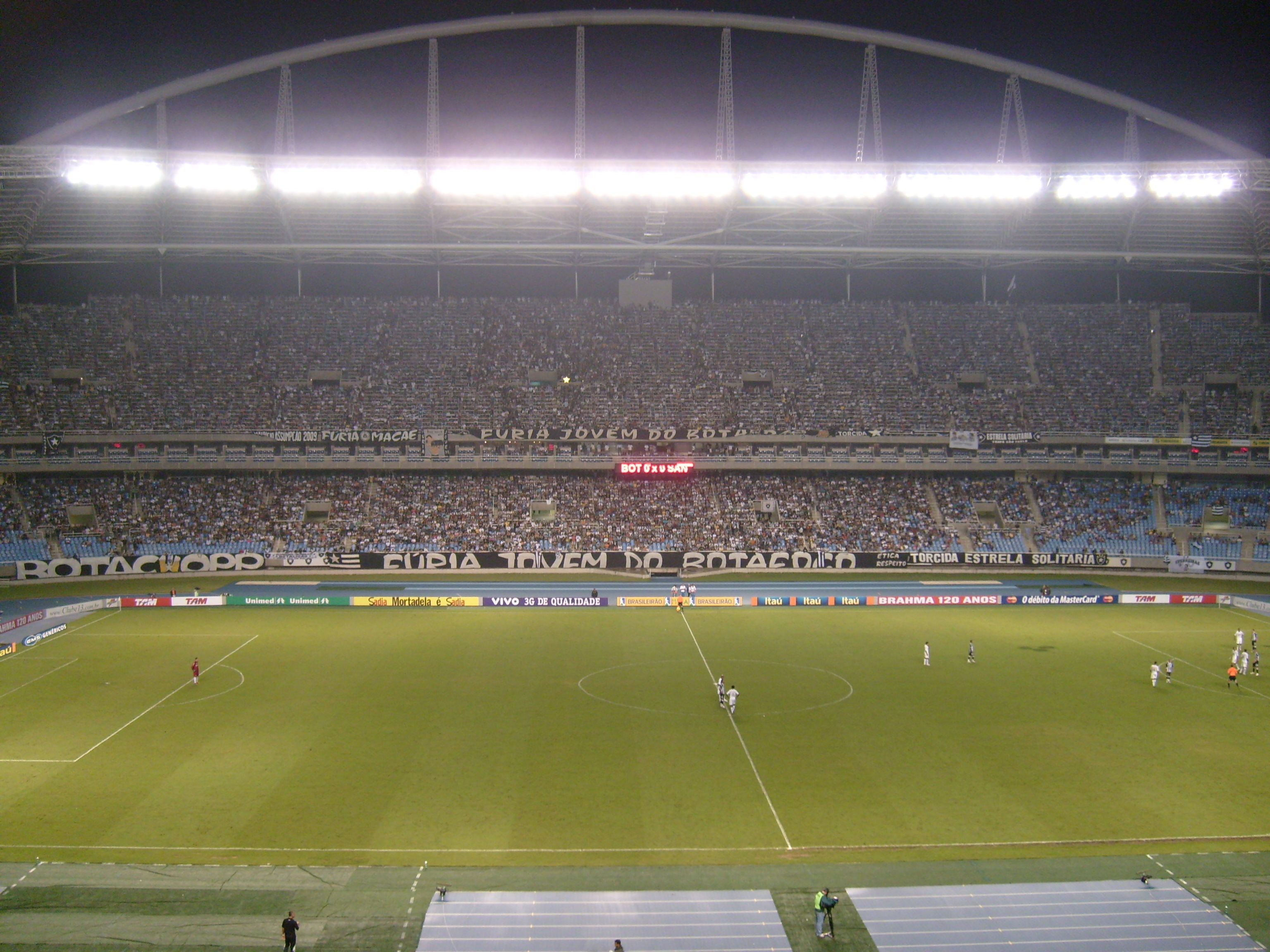
Interior view of the stadium, looking towards the eastern grandstand, October 2008
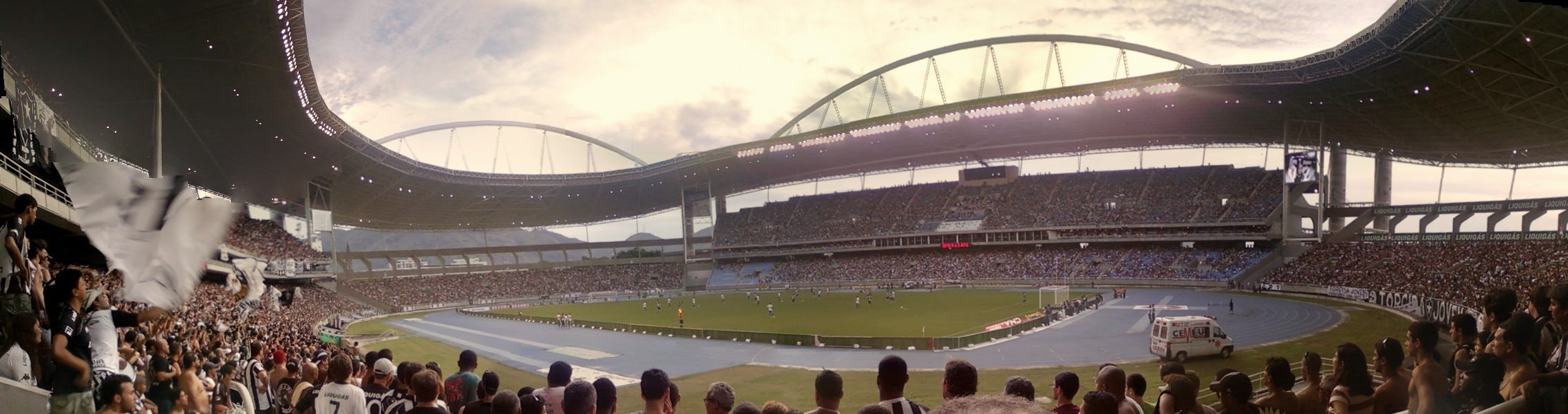
Panoramic shot of the stadium during a Série A football match, October 2009
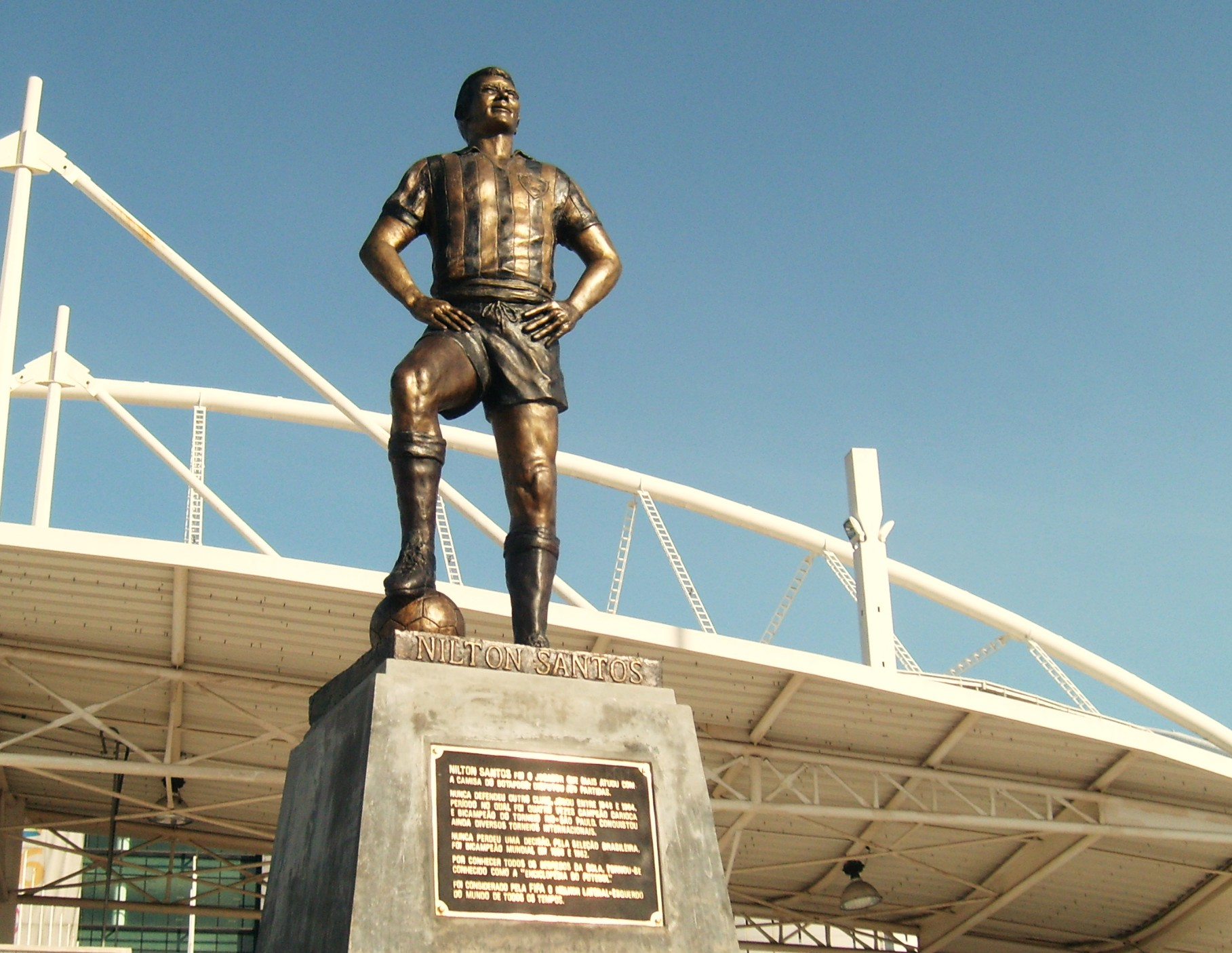
The statue of footballer Nilton Santos, situated outside the stadium, November 2009
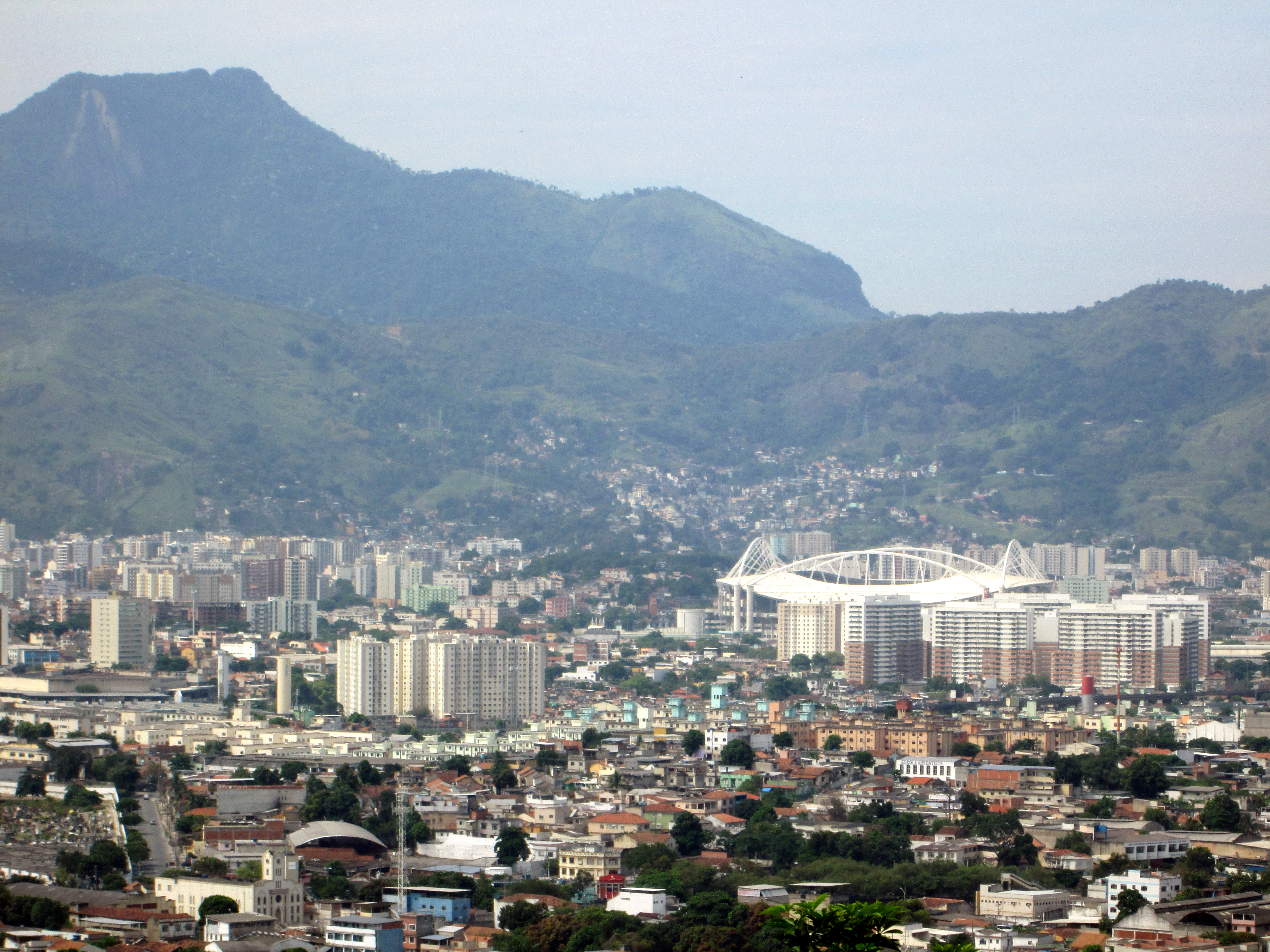
Panorama showing the stadium in January 2013
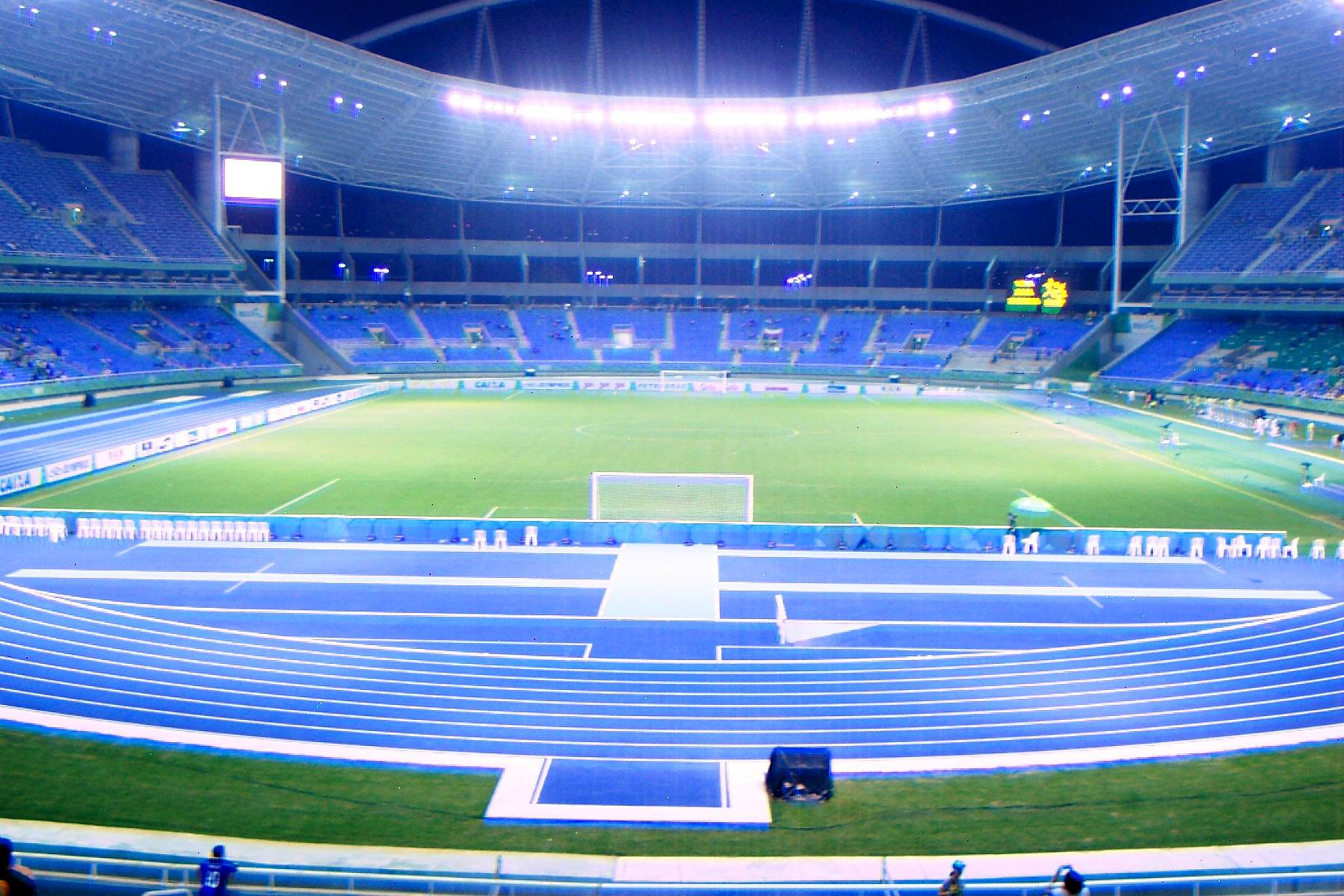
Interior view of the stadium during the 2007 Pan American Games. The stadium features a Mondo athletics track
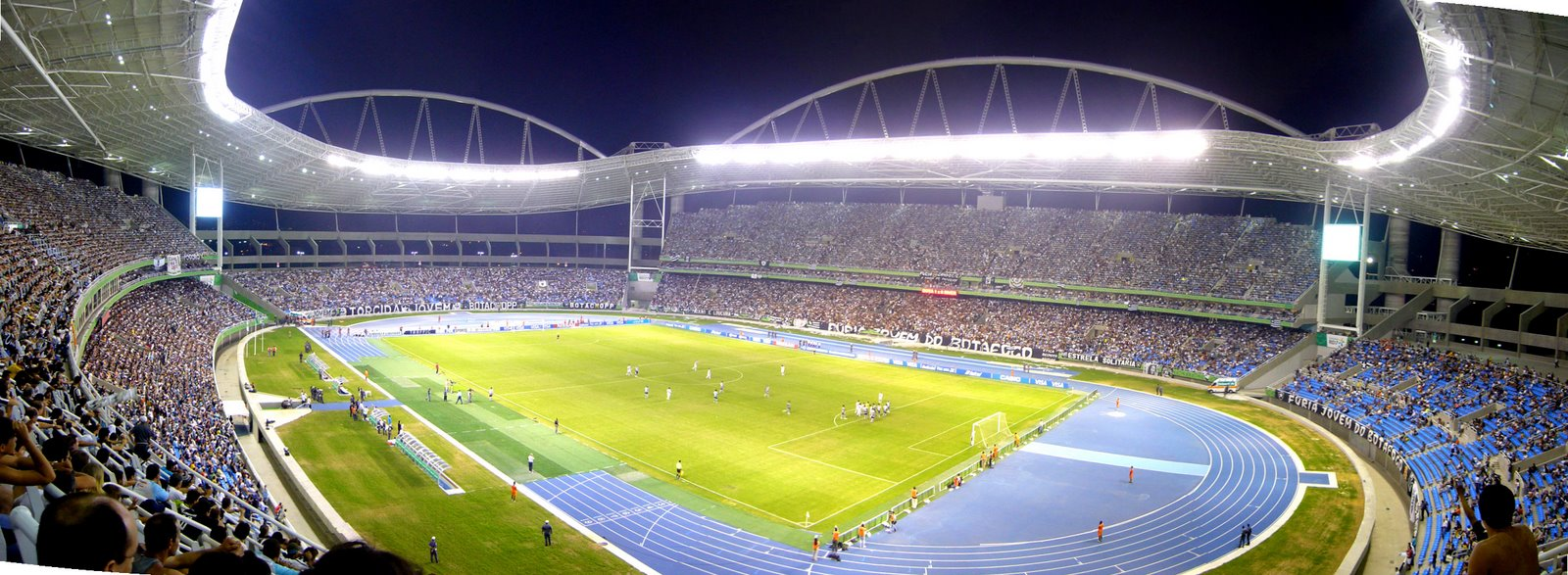
Foto panorámica del interior del estadio tomada en el ala norte.